# Терапевтический лекарственный мониторинг
Терапевтический лекарственный мониторинг (ТЛМ) — это раздел клинической биохимии и клинической фармакологии, который специализируется на измерении уровня лекарственных препаратов в крови. Основное внимание уделяется препаратам с узким терапевтическим индексом, то есть лекарствам, для которых легко допустить избыточное или недостаточное дозирование . Цель ТЛМ — улучшение ухода за пациентами путем индивидуальной корректировки дозы лекарств, для которых клиническая практика или клинические исследования показали улучшение результатов у общей или отдельных групп пациентов. Он может быть основан на априорной фармакогенетической, демографической и клинической информации, и/или на апостериорном измерении концентрации лекарств в крови (фармакокинетический мониторинг) или биологических суррогатных или конечных маркеров эффекта (фармакодинамический мониторинг) .
Существует множество переменных, которые влияют на интерпретацию данных о концентрации лекарств: время, путь и доза введенного препарата, время забора крови, условия обращения с образцами и их хранение, точность и достоверность аналитического метода, обоснованность фармакокинетических моделей и предположений, сопутствующие лекарственные препараты и последнее, но не менее важное, — клиническое состояние пациента (например, заболевание, состояние почек/печени, биологическая переносимость лекарственной терапии и т. д.) .
Медицинские специалисты (врачи, клинические фармацевты, медсестры, сотрудники медицинских лабораторий и другие) участвуют в различных элементах мониторинга концентрации лекарственных веществ, что представляет собой по-настоящему междисциплинарный процесс. Поскольку неспособность должным образом обеспечить любой из этапов может серьезно повлиять на целесообразность использования концентраций лекарств для оптимизации терапии, организованный подход ко всему процессу имеет решающее значение .

## Априорный терапевтический лекарственный мониторинг
Априорный ТЛМ заключается в определении начального режима дозирования для пациента на основе клинических данных и установленных популяционных фармакокинетико-фармакодинамических (ФК/ФД) взаимосвязей. Эти взаимосвязи помогают идентифицировать подгруппы пациентов с различными требованиями к дозировке, используя демографические данные, клинические результаты, результаты клинической биохимии и/или фармакогенетические характеристики при необходимости .

## Апостериорный терапевтический лекарственный мониторинг
Концепция апостериорного ТЛМ соответствует обычному значению ТЛМ в медицинской практике, которое подразумевает корректировку дозировки определенного препарата в ответ на измерение соответствующего маркера воздействия или эффекта лекарственного препарата.
ТЛМ включает все аспекты этого контроля с обратной связью, а именно :
- преаналитическую, аналитическую и постаналитическую фазы, каждая из которых имеет одинаковое значение;
- чаще всего он основан на конкретных, точных, достоверных и своевременных определениях активных и/или токсичных форм лекарственных препаратов в биологических образцах, собранных в соответствующее время в правильных контейнерах (фармакокинетический мониторинг), или может использовать измерение биологического параметра в качестве суррогатного или конечного маркера эффекта (фармакодинамический мониторинг), например концентрации эндогенного соединения, ферментативной активности, экспрессии генов и т. д. либо в дополнение к фармакокинетическому мониторингу, либо в качестве основного инструмента ТЛМ;
- требует интерпретации результатов с учетом преаналитических условий, клинической информации и клинической эффективности текущего режима дозирования. Этого можно достичь путем применения моделирования ФК/ФД;
- потенциально такой подход может выиграть от использования популяционных моделей ФК/ФД в сочетании с индивидуальными методами прогнозирования фармакокинетики или фармакогенетическими данными.

## Характеристики препаратов, для которых применяется терапевтический лекарственный мониторинг
В фармакотерапии многие лекарственные средства используются без мониторинга уровня в крови, поскольку дозировку обычно можно варьировать в зависимости от клинического ответа пациента на это вещество. Для некоторых лекарств это нецелесообразно, тогда как недостаточные уровни могут привести к недостижению желаемого терапевтического эффекта или резистентности, а чрезмерные уровни — к токсичности и повреждению тканей.
Показания к терапевтическому лекарственному мониторингу включают :
- наличие клинически установленных фармакодинамических взаимосвязей между концентрациями препарата в плазме и его фармакологической эффективностью и/или токсичностью;
- значительная межиндивидуальная вариабельность фармакокинетики, из-за которой стандартная дозировка приводит к разным уровням концентрации у разных пациентов (при этом распределение препарата у конкретного пациента остается относительно стабильным);
- узкий терапевтический индекс препарата, который не позволяет назначать высокие дозы всем пациентам для обеспечения общей эффективности [6];
- невозможность оптимизировать дозировку препарата только на основе клинических наблюдений;
- длительность лечения и тяжесть состояния пациента, что оправдывает усилия по корректировке дозировки;
- вероятные проблемы с приверженностью лечению, которые можно решить с помощью мониторинга концентрации.

Определения TЛM также используются при подозрении на отравление лекарственными препаратами для выявления и диагностики.
Примеры препаратов, которые широко анализируются для терапевтического лекарственного мониторинга :
- аминогликозидные антибиотики (гентамицин);
- противоэпилептические препараты (например, карбамазепин, фенитоин и вальпроевая кислота);
- стабилизаторы настроения, особенно цитрат лития;
- антипсихотические препараты (такие как пимозид и клозапин);
- дигоксин;
- циклоспорин, такролимус у реципиентов трансплантатов органов.

ТЛМ все чаще предлагается для ряда терапевтических препаратов, например многих антибиотиков, низкомолекулярных ингибиторов тирозинкиназы и других таргетных противораковых агентов, ингибиторов ФНО и других биологических агентов, противогрибковых средств, антиретровирусных препаратов, используемых при ВИЧ-инфекции, психиатрических препаратов  и т. д.

## Практика терапевтического лекарственного мониторинга
В медицинских лабораториях широко доступны автоматизированные аналитические методы, такие как методика иммуноферментного анализа или флуоресцентный поляризационный иммуноанализ, для лекарств, количество которых часто измеряется на практике. В настоящее время количество большинства лекарственных средств можно легко измерить в крови или плазме с помощью универсальных методов, таких как жидкостная или газовая хроматография с тандемной масс-спектрометрией, которые постепенно заменили высокоэффективную жидкостную хроматографию. Тем не менее ТЛМ не ограничивается предоставлением точных и достоверных результатов измерения концентрации, он также включает соответствующую медицинскую интерпретацию этих результатов, основанную на надежных научных знаниях.
Чтобы гарантировать качество этой клинической интерпретации, важно, чтобы образец был взят в хороших условиях: то есть предпочтительно при стабильной дозировке, в стандартизированное время взятия образца (часто в конце интервала дозирования), исключив любые источники систематической ошибки (загрязнение или разбавление образца, аналитические помехи) и тщательно зафиксировав время взятия пробы, время последнего приема дозы, текущую дозировку и характеристики пациента, которые могут оказать влияние.

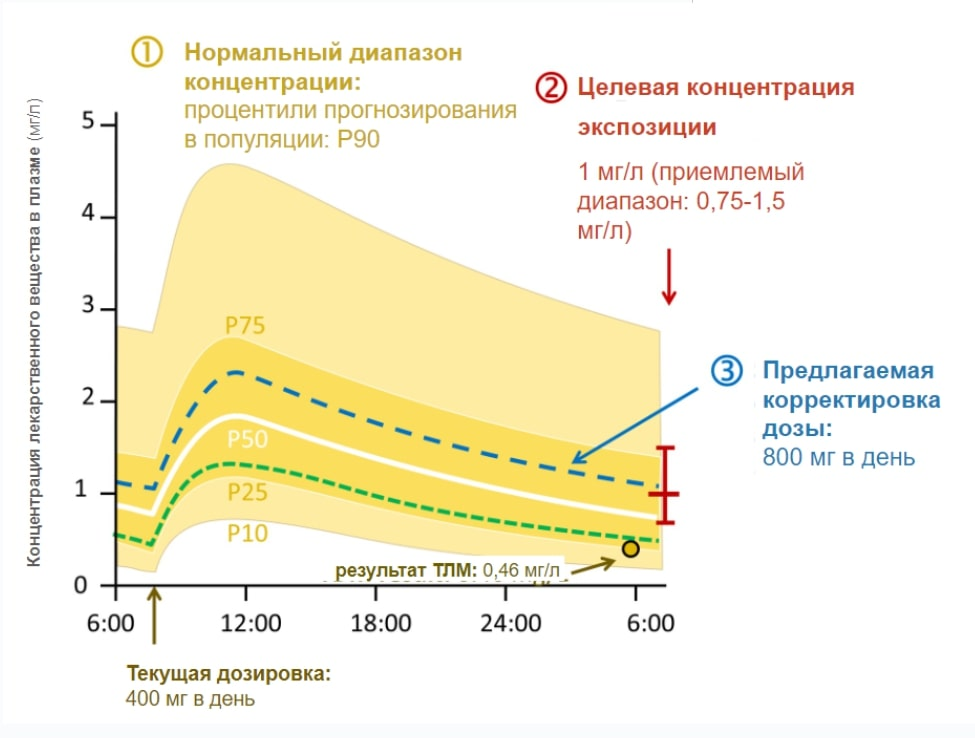
Интерпретация ТЛМ: пациент ежедневно в 8:00 утра получает противоопухолевый препарат в дозе 400 мг. Образец для ТЛМ, отобранный в 6:00 утра, содержит 0,46 мг/л препарата: 1) нормальная концентрация: результат находится примерно на уровне 25-го процентиля, что говорит о довольно высоком клиренсе препарата у этого пациента; 2) целесообразность: результат показывает, что кривая концентрации препарата у пациента (зеленая пунктирная линия), скорее всего, проходит ниже диапазона приемлемости от 0,75 до 1,5 мг/л в нижней точке, что вызывает опасения в эффективности лечения; 3) рекомендации по корректировке дозировки: результат мониторинга предполагает, что удвоенная доза — 800 мг ежедневно — может быть подходящей, чтобы приблизить кривую концентрации к целевому уровню (синяя пунктирная линия). Нужно учитывать, что для такой интерпретации предполагается хорошая приверженность пациента назначенному лечению и точность измерения образца

Интерпретация результата концентрации лекарственного препарата проходит через следующие этапы .
1. Определить, находится ли наблюдаемая концентрация в нормальном диапазоне, ожидаемом при введенной дозировке, с учетом индивидуальных характеристик пациента. Для этого необходимо обратиться к популяционным фармакокинетическим исследованиям рассматриваемого препарата.
2. Определить, близок ли профиль концентрации пациента к целевому уровню воздействия, связанному с оптимальным соотношением между вероятностью терапевтического успеха и риском токсичности. Это относится к клиническим фармакодинамическим знаниям, описывающим взаимосвязь между дозой, концентрацией и ответом среди пролеченных пациентов.
3. Если наблюдаемая концентрация правдоподобна, но далека от подходящего уровня, необходимо определить, как скорректировать дозировку, чтобы приблизить кривую концентрации к целевому уровню. Для этого существует несколько подходов: от простейшего «правила трех» до сложных компьютерных расчетов с использованием алгоритмов байесовского вывода на основе популяционной фармакокинетики .
В идеале эффективность стратегии ТЛМ должна быть подтверждена научно обоснованным подходом, включающим проведение хорошо спланированных контролируемых клинических исследований. Однако на практике ТЛМ прошел формальную клиническую оценку только для ограниченного числа препаратов, и бо́льшая часть сведений, касающихся его развития, базируется на эмпирических данных.
Тесты для удобного проведения ТЛМ в медицинской практике находятся в стадии разработки .

## Внешние ссылки
- International Association of Therapeutic Drug Monitoring and Clinical Toxicology